# Gasthof Zum Tannhäuser

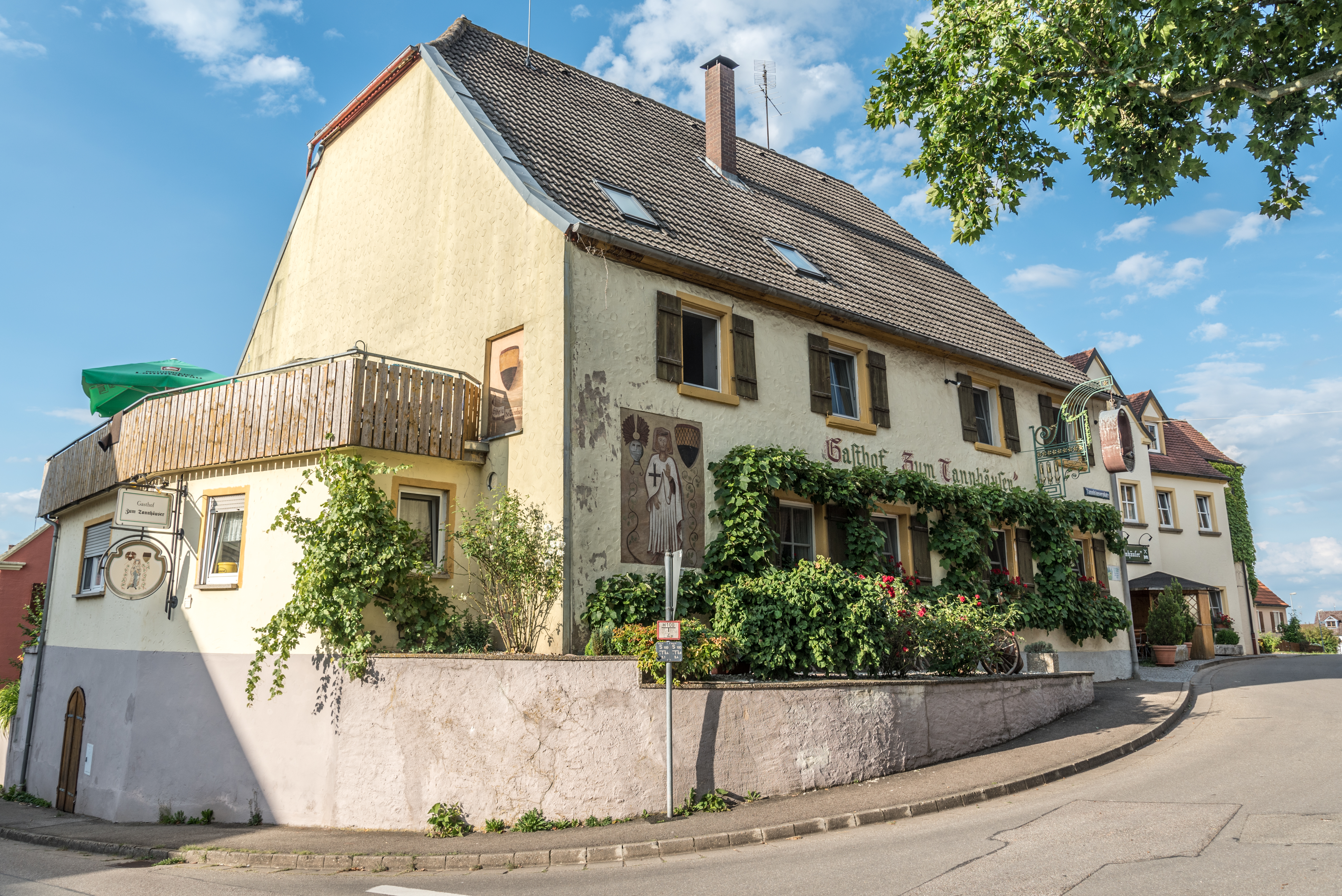
Gasthof Zum Tannhäuser in Thannhausen

Der Gasthof Zum Tannhäuser in Thannhausen, einem Gemeindeteil von Pfofeld im mittelfränkischen Landkreis Weißenburg-Gunzenhausen in Bayern, ist ein geschütztes Baudenkmal. Das Gebäude mit der Adresse Thannhausen 31 ist unter der Denkmalnummer D-5-77-159-24 als Baudenkmal in die Bayerische Denkmalliste eingetragen.
Das Gasthaus mit der Hausnummer 7, südöstlich der evangelisch-lutherischen Pfarrkirche St. Bartholomäus, wurde im Kern im 17./18. Jahrhundert errichtet. Das zweigeschossige Gebäude mit Satteldach und westlich mit Krüppelwalm befindet sich in Ecklage.